# Болеслав Дзедзиць
Болеслав Ромуальд Дзедзиць (пол. Bolesław Romuald Dziedzic; 19 січня 1909, с. Шманьківчики, Австро-Угорщина — 10 січня 1985, Лондон) — польський правник, суддя, офіцер, політик в еміграції.

## Життєпис
Болеслав Дзедзиць народився 19 січня 1909 року в Шманьківчиках або Чорткові. Закінчив студію права Університету Яна Казимира у Львові. До Другої світової війни працював міським суддею у Стрию.
Під час Другої світової війни був членом Союзу збройної боротьби. Заарештований радянською владою, залишив СРСР разом з Армією Андерса. Воював у лавах 2-го армійського корпусу, у 10-му артилерійському полку важкої артилерії в званні поручника. Був поранений.
Після Другої світової війни він залишився в еміграції і був активістом Християнсько-демократичної партії. У квітні 1976 року був призначений міністром соціальних справ у другому уряді Альфреда Урбанського. Обіймав цю посаду до серпня 1976 року, коли було сформовано інший уряд з Казімежем Саббатом на посаді прем'єр-міністра. У другому уряді Казімежа Саббата (1978—1979) він знову став міністром соціальних справ, а в третьому уряді Казімежа Саббата (1979—1983) був міністром юстиції. Був членом V Національної Ради Республіки Польща (1973—1977) і одним з її віце-президентів.
Похований на Стрітемському цвинтарі в Лондоні. З 1948 року був одружений з Вандою (уродженою Божемською, 1912—2017), з якою мав доньку Кристину та синів Марка і Станіслава.
У 2016 році було запропоновано перейменувати вулицю Еміля Дзедзиця в III районі Прудник Червоний в Кракові на вулицю Болеслава Дзедзиця.

## Нагороди
- Командорський хрест ордена Відродження Польщі[4],
- Хрест Хоробрих[1],
- Золотий хрест Заслуги[1],
- Хрест Армії Крайової[1].